# Барнаульский пожар (1917)
Барнаульский пожар 1917 года — самый крупный и опустошительный пожар за всю историю Барнаула, один из самых опустошительных городских пожаров за всю историю России, сравнимый только с Московским пожаром 1812 года.

## Масштабы
Огнём была охвачена центральная часть города от берега Оби на востоке до казарм на севере и Соборного переулка на юго-западе.
Пожар произошёл 2 (15) мая 1917 года. Огнём было уничтожено множество зданий на территории около 60 кварталов, в том числе городская управа, окружной суд, отделения уездной и городской милиции, казначейство, Дом революции, городская библиотека, телефонная, электрическая и водопроводные станции, городская амбулатория, Управление Алтайской железной дороги, казармы Барнаульского полка, пароходные конторы, мельница, лесопильный завод, шубное и пимокатное производство, 13 учебных заведений, 5 гостиниц, 3 типографии, кинотеатры «Иллюзион» и «Новый мир», приюты для детей-подкидышей, ночлежки.
Без жилья остались 3120 семей, или около 20 тыс. человек (из 56-тысячного населения города), в огне погибло — 34. Убытки от пожара составили 30 млн рублей.

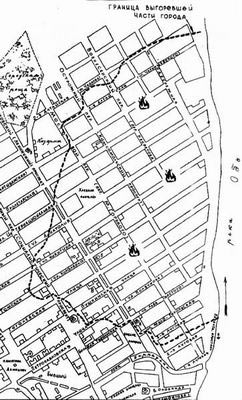
Граница выгоревшей части города

Окружным судом была создана особая комиссия для выяснения причин пожара, арестовано около 200 человек по подозрению в поджогах и мародёрстве. Совет рабочих и военных депутатов открыл 11 пунктов по раздаче пищи пострадавшим и взял на учёт запасы продовольствия.
Из Томска прибыл санитарный отряд, из Ново-Николаевска — поезд с продовольствием и 300 кроватями, МВД выделило 200 тыс. рублей, Всероссийский союз городов — ссуду в 300 тыс. рублей (в том числе — медикаменты), Госбанк — заём в 970 тыс. рублей. 19 мая 1917 года был проведён сбор средств в пользу сгоревшей библиотеки, 22 мая — День книги, в ходе которого горожане собрали 3 тыс. томов и 711 рублей. Погорельцы получили по 300 рублей беспроцентной ссуды.

## Последствия
Из-за революционных событий 1917 года, гражданской войны и последующей разрухи ликвидация последствий пожара затянулась на два десятилетия. Ещё в 1926 году на 1 человека приходилось в среднем 4,2 м² жилой площади. Погорельцы переехали в бараки, землянки, подвалы и лачуги. Школы долгое время проводили занятия в 4 смены.
Кроме человеческих жертв и материального ущерба, от пожара пострадала городская архитектура. В огне были уничтожены многие памятники истории и архитектуры XVIII—XX веков — почти все деревянные постройки в центре Барнаула и часть кирпичных строений. После пожара в градостроительной политике города преобладала идея города-сада.